# DVLA Tour
Il Dove volano le aquile Tour è il primo tour internazionale del rapper e produttore discografico Luchè, a supporto del suo quinto album in studio, Dove volano le aquile.

## Scaletta
- Slang
- No Love ft. CoCo
- Liberami da te ft. Etta
- Star
- Nada
- Ti amo
- Scale ft. Night Skinny
- Attraverso me
- L’ultima volta
- Chico
- Denim Giappo ft. Gué Pequeno
- Casa mia
- D10S ft. Elisa
- Tutto di me
- Qualcosa di grande
- Ci riuscirò davvero
- Dire la mia
- Il mio ricordo
- O’ primmo ammore
- 10 anni fa ft. CoCo
- Karma ft. CoCo
- Topless ft. CoCo
- Parliamo
- Che Dio mi benedica
- Torna da me
- Yatch ft. Geolier
- Fake ft. Geolier
- Over ft. Geolier
- Che Stai Dicenn
- Purosangue ft. Shiva
- Stamm fort ft. Sfera Ebbasta
- Si vince alla fine
- Le pietre non volano ft. Marracash
- Non abbiamo età
- Password
- La notte di San Lorenzo

### Variazioni scaletta e curiosità
- Durante le tappe di Milano, Roma e Napoli il rapper è stato affiancato da Shiva, Elisa, Night Skinny, CoCo, Rose Villain, Geolier, Marracash, Sfera Ebbasta, Paky e Guè.
- Le prime due tappe a Napoli del 29 e 30 novembre (andate sold-out in poche ore) hanno richiesto l'ulteriore aggiunta di due nuove tappe a causa dell'elevata richiesta.

## Date del Tour
| Data             | Città     | Nazione     | Luogo                  | Biglietti venduti / Biglietti disponibili |
| Europa           | Europa    | Europa      | Europa                 | Europa                                    |
| ---------------- | --------- | ----------- | ---------------------- | ----------------------------------------- |
| 19 novembre 2022 | Rimini    | Italia      | RDS Stadium            | 5 600                                     |
| 21 novembre 2022 | Milano    | Italia      | Mediolanum Forum       | 11 420                                    |
| 24 novembre 2022 | Roma      | Italia      | Palazzetto dello Sport | 11 120                                    |
| 29 novembre 2022 | Napoli    | Italia      | Palapartenope          | 29 340                                    |
| 30 novembre 2022 | Napoli    | Italia      | Palapartenope          | 29 340                                    |
| 1 dicembre 2022  | Napoli    | Italia      | Palapartenope          | 29 340                                    |
| 2 dicembre 2022  | Napoli    | Italia      | Palapartenope          | 29 340                                    |
| 22 marzo 2023    | Islington | Regno Unito | O2 Academy             | 650                                       |
| Totale           | Totale    | Totale      | Totale                 | 58 280                                    |